# Tu, cea mai sfântă dintre toate...
Tu, cea mai sfântă dintre toate… este un film românesc din 2002 regizat de Mihai Mihăescu.